# Тактамыш (Татарстан)
Тактамыш — деревня в Тюлячинском районе Татарстана. Входит в состав Абдинского сельского поселения.

## География
Находится в северо-западной части Татарстана на расстоянии приблизительно 28 км на восток по прямой от районного центра села Тюлячи у речки Ныса.

## История
Известна с 1616 года как деревня Нысы. Упоминалась также как Нысы Тохтамышева.

## Население
Постоянных жителей было: в 1782 году- 50 душ мужского пола, в 1859—375, в 1897—532, в 1908—513, в 1920—525, в 1949—345, в 1958 — 3306, в 1970—316, в 1979—262, в 1989—183, 138 в 2002 году (русские 45 %, татары 53 %), 116 в 2010.